# Sergejus
Sergejus ist ein litauischer männlicher Vorname, abgeleitet von Sergej (russisch).

## Namensträger
- Sergejus Dmitrijevas (* 1959), Politiker
- Sergejus Jovaiša (* 1954), Basketballspieler und Politiker